# ГЕС Белу-Монті
ГЕС Белу-Монті (порт. Usina Hidrelétrica de Belo Monte раніше відома як Kararaô) — гідроелектростанція, на 2015, в стадії будівництва на річці Шінгу в штаті Пара, Бразилія. Планована встановлена потужність ГЕС — 11233 МВт, що надасть їй друге місце у Бразилії, після Ітайпу. Враховуючи коливання річкового стоку, гарантована мінімальна потужність — 4571 МВт, тобто 39 % своєї максимальної потужності ЛЕП будуть приєднані до загальнобразильської електричної мережі.

## Історія
Перші дослідження з освоєння гідроенергетичного потенціалу Шінгу були проведені у 1975. У 1979 році була закінчена робота над схемою використання річки, що припускає будівництво 5 ГЕС загальною потужністю 20617 МВт. У 1987 план будівництва цих ГЕС було винесено на обговорення, і після дискусій, було прийнято рішення про його доопрацювання з метою зниження впливу на довкілля. Першочергові проектні роботи були сконцентровані на нижньому ступені, що отримав назву Белу Монті.
У 2002, громадськості було представлено новий варіант станції. На відміну від попереднього, за рахунок зміни компонування ГЕС вдалося значно знизити площу затоплення — з 1225 км² до 440 км².

## Конструкція

Розташування комплексу споруд ГЕС Белу Монті

Белу Монті — дериваційна ГЕС, побудована за схемою з безнапірної підводної деривації, на відміну від більшості великих ГЕС, що побудовані за греблевою схемою (Три ущелини, Ітайпу, Тукуруї, Гурі)
Белу Монті запроектована в нижній течії річки Шингу, поблизу міста Алтаміра. У цьому місці, Шінгу має велику меандру, що і створює можливість створення потужної дериваційної ГЕС.
Комплекс Белу Монті складатиметься з наступних споруд:
- Гребля Pimental на річці Шингу, що забезпечує забір води в деривацію. Висота греблі — 36 м, довжина — 6,2 км. Гребля має водоскидні отвори загальною пропускною здатністю 47400 м³/с. Для використання тієї частини стоку, яка залишається після забору в деривацію, планується побудувати невелику ГЕС потужністю 233,1 МВт (9 горизонтальних гідроагрегатів по 25,9 МВт). Гребля утворює водосховище руслового типу площею 333 км² і об'ємом 2 км³.
- Два дериваційні канали, що прямують паралельно, кожен завдовжки 12 км і завширшки 500 м. У деривацію відбирається в середньому 80 % стоку річки.
- З каналів, вода подається в окреме наливне водосховище, що є напірним басейном. Об'єм водосховища — 1,9 км³, площа — 108 км². Водосховище створюється за допомогою 28 окремих огороджувальних дамб, окремої греблі Bela Vista заввишки 33 м з водоскидом в річку Шінгу пропускною здатністю 14600 м³/с, і греблею Belo Monte — Белу Монті.
- Власне ГЕС Белу Монті з однойменною греблею. Гребля заввишки 90 м, завдовжки 3,5 км. У пригребельній будівлі ГЕС мають бути встановлені 20 радіально-осьових гідроагрегати потужністю по 550 МВт кожен, відповідно встановлена потужність ГЕС становить 11000 МВт. Напір на турбінах — 89 м.